# او-۴۴۱
زیردریایی یو-۴۴۱ (به انگلیسی: German submarine U-441) یک زیردریایی بود که طول آن ۶۷٫۱ متر (۲۲۰ فوت ۲ اینچ) بود. این زیردریایی در سال ۱۹۴۱ ساخته شد.